# 金城黌
金城黌（きんじょうこう）は、1892年（明治25年）に、現在の長崎県対馬市に設立された私立の旧制中等教育学校。
「黌」は「学校」を表す。

## 概要
歴史
対馬には1878年（明治11年）に小学校卒業者が進学する学校として厳原准中学校（1880年（明治13年）の県立移管で「長崎県立厳原中学校」に改称）が設置されていたが、1884年（明治17年）に廃止となり、中等教育学校のない期間が数年続いた。1886年（明治19年）には中学校令が施行され、対馬への中学校の設置に向けた動きがさかんになった。そこで1892年（明治25年）に設置されたのが私立の金城黌である。金城黌は公立の中学校が設置される1905年（明治38年）までの13年間存続した。この時に設置された公立の中学校は長崎県立対馬高等学校の前身である。
校章
桜の花弁の絵の上に「金城」の2文字を配している。
所在地
長崎縣對馬國下縣郡今屋敷町4番地（1895年（明治28年）時点）
熊本濟々黌とのつながり
熊本県にある濟々黌（熊本県立済々黌高等学校の前身）と緊密なつながりがあり、金城黌（3年間）を修了した生徒は無試験で濟々黌4年に編入することが可能であった。実際に金城黌を修了し濟々黌に編入した生徒に、後に国会議員に選出された川本達がいる。

## 沿革
前史
- 1878年（明治11年）- 「厳原准中学校」が設置される。
- 1880年（明治13年）- 県立移管により、「長崎県立厳原中学校」に改称。
- 1884年（明治17年）3月31日 - 長崎県立厳原中学校が廃止される。在学生11名は無試験で長崎区の長崎県立長崎中学校に編入。

正史
- 1892年（明治25年）5月1日 - 「私立金城黌」が開校。修業年限を3ヶ年とする。
  - 当初、厳原の上裏町周辺に仮校舎が設置され、その後対馬支庁近くの日吉240番地に移転、最終的な所在地は今屋敷4番地となった。
- 1905年（明治38年）3月31日 - 私立金城黌が廃止される。

## 歴代黌主
（校長）
- 樋口正毅 - 1895年（明治25年）時点[1]

## 著名な出身者
- 川本達[2] - 金城黌修了後、濟々黌に編入。後に第2回衆議院議員総選挙で長崎6区（対馬）選出の国会議員（衆議院議員）となる。所属政党は中央交渉部。制限選挙の中、11票で当選。

## 縁のある人物
- 平山寿海 - 光清寺（厳原久田道）の住職。第三高等学校（京都）から第五高等学校（熊本）に転じて1895年（明治28年）に卒業後、1897年（明治30年）に金城黌に教員として嘱託される。対馬で初めて野球の指導を始めた[3]。

## 関連文献
- 「對馬外寇史料」（金城黌、1875年（明治28年）10月28日出版）- 對馬外寇史料（国立国会図書館近代デジタルライブラリー）
- 「厳原町教育史」（厳原町教育委員会、1972年（昭和47年）3月出版）